# Флеминг, Джордж
Джордж Флеминг (англ. George S. Fleming) — режиссёр, художник и редактор эпохи немого кино.

## Фильмография

### Редактор
- Казнь преступников с панорамой на тюрьму Оберна (1901)

### Художник
- Джек и бобовый стебель (1902)
- Жизнь американского пожарного (1903)

### Режиссёр
- Что случилось на 23-й улице в Нью-Йорке (1901)
- Старушка украла картину (1901)
- Пародия на суицид — 2 (1902)
- Жизнь американского пожарного (1903)